# 格林縣 (田納西州)
格林縣（英語：Greene County）是美國田納西州東部的一個縣，南鄰北卡羅萊納州。面積1,616平方公里。根據美國2000年人口普查，共有人口62,909。縣治格林維 (Greenville)。
成立於1783年4月18日（當時仍未建州）。縣名紀念美國獨立戰爭將領納薩尼爾·葛林 (Nathanael Greene)。